# Trato espinocerebelar posterior
O trato espinocerebelar posterior transmite informações proprioceptivas do corpo para o cerebelo. Ele faz parte do sistema somatossensorial e corre em paralelo com o trato espinocerebelar anterior.
Este trato envolve dois neurônios e termina no mesmo lado do corpo.